# Saison 2011 de l'équipe cycliste FDJ
La saison 2011 de l'équipe cycliste FDJ est la quinzième de l'équipe dirigée par Marc Madiot. L'équipe est reléguée en 2011 de la catégorie ProTour à continentale professionnelle. En tant que telle, l'équipe peut participer aux différentes courses des circuits continentaux de cyclisme. Elle est admissible aux épreuves de l'UCI World Tour sur invitations des organisateurs des courses.
L'équipe FDJ remporte 28 victoires lors d'épreuves sur route durant l'année 2011. Thibaut Pinot et Anthony Roux, avec chacun six succès, sont les principaux contributeurs de ces résultats. Yauheni Hutarovich est le meilleur coureur de l'équipe au classement individuel de l'UCI Europe Tour avec sa deuxième place. FDJ remporte le classement par équipes et est promue en catégorie supérieure en fin d'année.

## Préparation de la saison 2011

### Arrivées et départs
| Arrivées          | Équipe 2010             |
| ----------------- | ----------------------- |
| William Bonnet    | BBox Bouygues Telecom   |
| Nacer Bouhanni    | UVCA Troyes             |
| Steve Chainel     | BBox Bouygues Telecom   |
| Arnaud Courteille | UC Nantes Atlantique    |
| Mickaël Delage    | Omega Pharma-Lotto      |
| Pierrick Fédrigo  | BBox Bouygues Telecom   |
| Arnold Jeannesson | Caisse d'Épargne        |
| Rémi Pauriol      | Cofidis                 |
| Cédric Pineau     | Roubaix Lille Métropole |
| Dominique Rollin  | Cervélo Test            |
| Geoffrey Soupe    | CC Étupes               |

| Départs             | Équipe 2011        |
| ------------------- | ------------------ |
| Pierre Cazaux       | Euskaltel-Euskadi  |
| Sébastien Chavanel  | Europcar           |
| Mikaël Cherel       | AG2R La Mondiale   |
| Rémy Di Grégorio    | Astana             |
| Timothy Gudsell     | PureBlack Racing   |
| Christophe Le Mével | Garmin-Cervélo     |
| Jussi Veikkanen     | Omega Pharma-Lotto |

## Coureurs et encadrement technique

### Effectif
| Cycliste           | Date de naissance | Nationalité | Équipe 2010             |
| ------------------ | ----------------- | ----------- | ----------------------- |
| Olivier Bonnaire   | 2 mars 1983       | France      | FDJ                     |
| William Bonnet     | 25 juin 1982      | France      | BBox Bouygues Telecom   |
| Nacer Bouhanni     | 25 juillet 1990   | France      | UVCA Troyes             |
| Sandy Casar        | 2 février 1979    | France      | FDJ                     |
| Steve Chainel      | 6 septembre 1983  | France      | BBox Bouygues Telecom   |
| Arnaud Courteille  | 13 mars 1989      | France      | UC Nantes Atlantique    |
| Mickaël Delage     | 6 août 1985       | France      | Omega Pharma-Lotto      |
| Pierrick Fédrigo   | 30 novembre 1978  | France      | BBox Bouygues Telecom   |
| Arnaud Gérard      | 6 octobre 1984    | France      | FDJ                     |
| Anthony Geslin     | 9 juin 1980       | France      | FDJ                     |
| Frédéric Guesdon   | 14 octobre 1971   | France      | FDJ                     |
| Yauheni Hutarovich | 29 novembre 1983  | Biélorussie | FDJ                     |
| Arnold Jeannesson  | 15 janvier 1986   | France      | Caisse d'Épargne        |
| Matthieu Ladagnous | 12 décembre 1984  | France      | FDJ                     |
| Gianni Meersman    | 5 décembre 1985   | Belgique    | FDJ                     |
| Francis Mourey     | 8 décembre 1980   | France      | FDJ                     |
| Yoann Offredo      | 12 novembre 1986  | France      | FDJ                     |
| Rémi Pauriol       | 4 avril 1982      | France      | Cofidis                 |
| Cédric Pineau      | 8 mai 1985        | France      | Roubaix Lille Métropole |
| Thibaut Pinot      | 29 mai 1990       | France      | FDJ                     |
| Dominique Rollin   | 29 octobre 1982   | Canada      | Cervélo Test            |
| Anthony Roux       | 18 avril 1987     | France      | FDJ                     |
| Jérémy Roy         | 22 juin 1983      | France      | FDJ                     |
| Geoffrey Soupe     | 22 mars 1988      | France      | CC Étupes               |
| Wesley Sulzberger  | 20 octobre 1986   | Australie   | FDJ                     |
| Benoît Vaugrenard  | 5 janvier 1982    | France      | FDJ                     |
| Arthur Vichot      | 26 novembre 1988  | France      | FDJ                     |
| Stagiaire          | Date de naissance | Nationalité | Équipe 2011             |
| Arnaud Démare      | 26 août 1991      | France      | CC Nogent-sur-Oise      |
| Kenny Elissonde    | 26 juillet 1991   | France      | CC Étupes               |
| Fabien Schmidt     | 23 mars 1989      | France      | UC Nantes Atlantique    |

## Bilan de la saison

### Victoires

#### Sur route
| Date       | Course                                                   | Pays     | Classe | Vainqueur          |
| ---------- | -------------------------------------------------------- | -------- | ------ | ------------------ |
| 25/01/2011 | 1re étape de la Tropicale Amissa Bongo                   | Gabon    | 2.1    | Geoffrey Soupe     |
| 27/01/2011 | 3e étape de la Tropicale Amissa Bongo                    | Gabon    | 2.1    | Nacer Bouhanni     |
| 30/01/2011 | Grand Prix d'ouverture La Marseillaise                   | France   | 1.1    | Jérémy Roy         |
| 02/02/2011 | 1re étape de l'Étoile de Bessèges                        | France   | 2.1    | Yauheni Hutarovich |
| 27/02/2011 | Boucles du Sud Ardèche                                   | France   | 1.1    | Arthur Vichot      |
| 07/04/2011 | 4e étape du Circuit de la Sarthe                         | France   | 2.1    | Anthony Roux       |
| 08/04/2011 | Classement général du Circuit de la Sarthe               | France   | 2.1    | Anthony Roux       |
| 09/04/2011 | 2e étape du Circuit des Ardennes international           | France   | 2.2    | Gianni Meersman    |
| 10/04/2011 | Classement général du Circuit des Ardennes international | France   | 2.2    | Gianni Meersman    |
| 12/04/2011 | Paris-Camembert                                          | France   | 1.1    | Sandy Casar        |
| 18/05/2011 | 1re étape du Circuit de Lorraine                         | France   | 2.1    | Anthony Roux       |
| 21/05/2011 | 4e étape du Circuit de Lorraine                          | France   | 2.1    | Anthony Roux       |
| 22/05/2011 | Classement général du Circuit de Lorraine                | France   | 2.1    | Anthony Roux       |
| 23/07/2011 | 1re étape du Tour de Wallonie                            | Belgique | 2.HC   | Matthieu Ladagnous |
| 27/07/2011 | 1re étape du Tour Alsace                                 | France   | 2.2    | Geoffrey Soupe     |
| 31/07/2011 | 5e étape du Tour Alsace                                  | France   | 2.2    | Thibaut Pinot      |
| 31/07/2011 | Classement général du Tour Alsace                        | France   | 2.2    | Thibaut Pinot      |
| 11/08/2011 | 2e étape du Tour de l'Ain                                | France   | 2.1    | Thibaut Pinot      |
| 13/08/2011 | 4e étape du Tour de l'Ain                                | France   | 2.1    | Thibaut Pinot      |
| 18/08/2011 | Coppa Bernocchi                                          | Italie   | 1.1    | Yauheni Hutarovich |
| 18/08/2011 | 3e étape du Tour du Limousin                             | France   | 2.HC   | Matthieu Ladagnous |
| 19/08/2011 | 4e étape du Tour du Limousin                             | France   | 2.HC   | Matthieu Ladagnous |
| 24/08/2011 | 2e étape du Tour du Poitou-Charentes                     | France   | 2.1    | Yauheni Hutarovich |
| 31/08/2011 | 1re étape de la Semaine cycliste lombarde                | Italie   | 2.1    | Thibaut Pinot      |
| 03/09/2011 | Classement général de la Semaine cycliste lombarde       | Italie   | 2.1    | Thibaut Pinot      |
| 04/09/2011 | Tour du Doubs                                            | France   | 1.1    | Arthur Vichot      |
| 16/09/2011 | Grand Prix de la Somme                                   | France   | 1.1    | Anthony Roux       |
| 11/10/2011 | Prix national de clôture                                 | Belgique | 1.1    | Yauheni Hutarovich |

#### En cyclo-cross
| Date       | Course                                                             | Pays       | Classe | Vainqueur      |
| ---------- | ------------------------------------------------------------------ | ---------- | ------ | -------------- |
| 01/01/2011 | Grand Prix Hotel Threeland, Pétange                                | Luxembourg | C2     | Francis Mourey |
| 02/01/2011 | Radquer Bussnang, Bussnang                                         | Suisse     | C2     | Francis Mourey |
| 09/01/2011 | Championnat de France de cyclo-cross                               | France     | CN     | Francis Mourey |
| 30/10/2011 | Challenge la France cycliste de cyclo-cross #1, Lignières-en-Berry | France     | C2     | Francis Mourey |
| 01/11/2011 | Cyclo-cross international de Marle, Marle                          | France     | C2     | Francis Mourey |
| 11/11/2011 | Cyclo-cross de Nommay, Nommay                                      | France     | C1     | Francis Mourey |
| 13/11/2011 | Internationales Radquer Frenkendorf, Frenkendorf                   | Suisse     | C2     | Francis Mourey |
| 20/11/2011 | Challenge la France cycliste de cyclo-cross #2, Rodez              | France     | C2     | Francis Mourey |
| 11/12/2011 | Challenge la France cycliste de cyclo-cross #3, Besançon           | France     | C2     | Francis Mourey |
| 26/12/2011 | Internationales Radquer Dagmersellen, Dagmersellen                 | Suisse     | C2     | Francis Mourey |

### Résultats sur les courses majeures
Les tableaux suivants représentent les résultats de l'équipe dans les principales courses du calendrier international dans lesquelles l'équipe bénéficie d'une invitation (les cinq classiques majeures et le Tour de France). Pour chaque épreuve est indiqué le meilleur coureur de l'équipe, son classement ainsi que les accessits glanés par FDJ sur les courses de trois semaines.

#### Classiques
| Classique            | Milan-San Remo     | Tour des Flandres      | Paris-Roubaix          | Liège-Bastogne-Liège    | Tour de Lombardie  |
| -------------------- | ------------------ | ---------------------- | ---------------------- | ----------------------- | ------------------ |
| Coureur (classement) | Yoann Offredo (7e) | Dominique Rollin (15e) | Frédéric Guesdon (11e) | Arnold Jeannesson (36e) | Rémi Pauriol (18e) |

#### Grands tours
| Grand tour           | Tour d'Italie | Tour de France              | Tour d'Espagne |
| -------------------- | ------------- | --------------------------- | -------------- |
| Coureur (classement) | Non invitée   | Arnold Jeannesson (14e)     | Non invitée    |
| Accessits            |               | Super-combatif (Jérémy Roy) |                |

### Classements UCI

#### UCI Africa Tour
L'équipe FDJ termine à la septième place de l'Africa Tour avec 94 points. Ce total est obtenu par l'addition des points des huit meilleurs coureurs de l'équipe au classement individuel, cependant seuls deux coureurs sont classés,.
| Rang | Coureur        | Points |
| ---- | -------------- | ------ |
| 23   | Geoffrey Soupe | 57     |
| 44   | Nacer Bouhanni | 37     |

#### UCI Asia Tour
L'équipe FDJ termine à la cinquante-sixième place de l'Asia Tour avec 12 points. Ce total est obtenu par l'addition des points des huit meilleurs coureurs de l'équipe au classement individuel, cependant seuls deux coureurs sont classés,.
| Rang | Coureur          | Points |
| ---- | ---------------- | ------ |
| 216  | Dominique Rollin | 10     |
| 333  | Nacer Bouhanni   | 2      |

#### UCI Europe Tour
L'équipe FDJ termine à la première place de l'Europe Tour avec 2 551,1 points. Ce total est obtenu par l'addition des points des huit meilleurs coureurs de l'équipe au classement individuel,.
| Rang  | Coureur            | Points |
| ----- | ------------------ | ------ |
| 2     | Yauheni Hutarovich | 659,25 |
| 7     | Anthony Roux       | 442    |
| 11    | Thibaut Pinot      | 361,2  |
| 17    | Gianni Meersman    | 312,2  |
| 31    | Matthieu Ladagnous | 234,25 |
| 42    | Arthur Vichot      | 208    |
| 55    | Pierrick Fédrigo   | 184    |
| 78    | Sandy Casar        | 150,2  |
| 143   | Jérémy Roy         | 103    |
| 151   | Anthony Geslin     | 99     |
| 167   | Mickaël Delage     | 92     |
| 211   | Nacer Bouhanni     | 77,2   |
| 315   | Rémi Pauriol       | 50     |
| 335   | Arnaud Gérard      | 47,45  |
| 358   | Steve Chainel      | 45     |
| 367   | Yoann Offredo      | 43,25  |
| 377   | Arnold Jeannesson  | 42     |
| 424   | Dominique Rollin   | 37,25  |
| 425   | Wesley Sulzberger  | 37,2   |
| 514   | Cédric Pineau      | 29     |
| 595   | Geoffrey Soupe     | 22     |
| 636   | William Bonnet     | 20     |
| 978   | Francis Mourey     | 7      |
| 1 051 | Frédéric Guesdon   | 6      |
| 1 141 | Benoît Vaugrenard  | 3,2    |